# سيف الدين بشتاك الناصري
سيف الدين باشتاك الناصري هو الأمير سيف الدين بشتاك الناصري قرّبه الملك الناصر محمد بن قلاوون وزوّجه ابنته وعيّنه محل الأمير بكتمر الساقي بعد وفاته. وكان فخورا بنفسه ولا يتحدث مع العامة إلا بترجمان وكان يعرف اللغة العربية ولكن لا يتحدث بها.
وقد شغل بشتاك الناصري عدة مناصب في عهد السلطان الناصر محمد قلاوون ومنها أمير الشكار المسئول عن الصيد الملكي وكاتب السر. وكان إقطاعه ست عشرة طبلخانة أكبر من إقطاع قرصون، ولما مات بكتمر الساقي ورثه في جميع أمواله واصطبله الذي على بركة الفيل وفي امرأته أمّ أحمد واشترى جاريته خوبي بستة آلاف دينار ودخل معها ما قيمته عشرة آلاف دينار وأخذ ابن بكتمر عنده وزاد أمره وعظم محله فثقل على السلطان.
تمكن قوصون من القضاء على غريمه بشتاك، وقبض عليه وسجن ثم قتل بالإسكندرية في الثامن من المحرم عام 742هـ.

## آثاره
خلد أسم الأمير بشتاك بالقصر الذي بناه في شارع المعز بالقاهرة الفاطمية ، قصر الأمير بشتاك .